# هجوم جنوب دمشق (مارس 2018)

خريطة توضح المعركة في جنوب العاصمة دمشق، مفتاح الخريطة،بالاخضر الثورة السورية، الأسود تنظيم الدولة الإسلامية، الأحمر قوات النظام السوري.

بدأ هجوم جنوب دمشق (مارس 2018) في 12 مارس 2018 عندما بدأ تنظيم الدولة الإسلامية في مهاجمة مواقع المعارضة في حي القدم بجنوب دمشق وهم يخلون. وكانت جيوب المعارضة في القدم محاطة بجانب من القوات الحكومية وبالجانب الآخر من جانب تنظيم الدولة الإسلامية في العراق والشام. وفي 10 مارس، هدد التنظيم بقتل أي من قوات المعارضة الذين يخلون من المنطقة بعد أن أعطت الحكومة السورية المعارضة مهلة 48 ساعة لتسليم المنطقة وإخلاء المنطقة.
وبعد أنباء عن الإجلاء المقبل للمعارضة من القدم، هاجمت قوات داعش المعارضة في 12 مارس، واستولت على 25 في المائة من الحي. وفي اليوم التالي، تم إجلاء نحو 300 مقاتل من مقاتلي المعارضة وأفراد أسرهم من القدم إلى أراضي المعارضة في محافظة إدلب. وبعد الاجلاء، سيطرت القوات الحكومية على 70 في المائة من الحي الذي مازالت تسيطر عليه المعارضة، بينما تخضع الـ 30 المتبقية لسيطرة تنظيم الدولة الإسلامية. وخلال القتال، نفذت غارات جوية ضد تنظيم الدولة الإسلامية في الحجر الأسود والقدم. وفي الوقت الذي وقعت فيه الاشتباكات في القدم، حاولت جماعات المعارضة اختراق خطوط التنظيم في اليرموك ولكن تم صدها.
وفي 14 مارس، شن تنظيم الدولة الإسلامية في العراق والشام هجوما على مواقع للجيش السوري في القدم، حيث تمكن من التقدم بشكل طفيف.
وتم تجديد الهجوم في اليوم التالي، ولكن دون إحراز أي تقدم، وبحلول 16 مارس، توقف هجوم تنظيم الدولة الإسلامية في العراق والشام (داعش). وخلال القتال في القدم، تكبدت القوات الحكومية خسائر فادحة في مقتل 40 جنديا ودمرت دبابة واحدة على الأقل.